# Simon Archer
Simon Archer (Worcester, 27 de junho de 1973) é um ex-jogador de badminton britânico, medalhista olímpico, especialista em duplas.

## Carreira
Simon Archer representou seu país nos Jogos Olímpicos de Verão de 1996 e 2000, conquistando a medalha de bronze, nas duplas mistas em 2000 com Joanne Goode.
Era conhecido por ter o mais rápido smash do circuito, na casa dos 162 mph, mais ou menos 261 km/h.